# KF 2 Korriku
Maillots
Le Klubi futbollistik 2 Korriku Prishtinë est un club de football kosovar fondé en 1957, et basé à Pristina.

## Palmarès
- Coupe du Kosovo (1)
  - Vainqueur : 1997